# خاندان خلیفه‌سلطان
خاندان خلیفه‌سلطان یکی از خاندان‌های برجسته و متنفذ عصر صفوی بود.
از دوران شاه اسماعیل صفوی ارتباط نزدیکی میان دو سلسله صفوی و مرعشیان وجود داشت. یکی از شاخه‌های سلسله مرعشی که از نوادگان قوام‌الدین مرعشی بودند، در قرن نهم هجری قمری از مازندران به اصفهان آمده و در محله گلبهار سکونت داشتند. نام این خاندان به اعتبار جد اعلایشان که از خدمتگزاران نزدیک شاه اسماعیل صفوی بود و به خلیفه‌ی شاه اسماعیل شهرت یافته بود، «خلیفه سلطانی» خوانده می‌شد. با آنکه خاندان خلیفه سلطانی همواره در اصفهان شهرت بسزایی داشتند، اما نفوذ آنها از اواسط دوران صفوی آغاز شد که یکی از اعضای این خاندان یعنی سلطان‌العلماء آملی وزیر اعظم شاه عباس اول شد و این مقام را در دوران شاه صفی و شاه عباس دوم نیز حفظ کرد. سلطان‌العلماء داماد شاه عباس اول و فرزندان او نوه‌های دختری شاه عباس بودند. در نسل‌های بعدی ازدواج‌های متعددی میان خاندان صفوی و فامیل خلیفه‌سلطانی صورت گرفت. در زمان انقراض صفویه نسل خلیفه سلطان در ایران بسیار بودند و از آن رو که نسل پسری صفویه رو به انقراض بود، خود را جانشین شاهان صفوی می‌شمردند. از آن جمله میرزا سید محمد مرعشی، نوه دختری شاه سلیمان اول، که پس از عزل شاهرخ شاه افشار در صفر ۱۱۶۳ قمری در مشهد با نام شاه سلیمان دوم تاج گذاری کرد. او چندماه بیشتر سلطنت نکرد و در ربیع‌الثانی همان سال توسط سردارانش عزل شد. کمتر از ۴ ماه بعد، در ۲۵ رجب ۱۱۶۳ ه‍.ق. اتحادی سه‌گانه از سرداران (علیمردان خان چهارلنگ بختیاری، ابوالفتح خان بختیاری و کریم خان زند) تشکیل شد و یکی دیگر از اعضای خاندان خلیفه سلطان را به نام اسماعیل سوم در اصفهان به تخت نشاندند.
نوادگان این خاندان در دوران قاجار تا کنون در محمد آباد جرقویه اصفهان ، میمه و نائین با نام خلیفه سلطانی  و در اصفهان با نام نواب صفوی نیز شهرت دارند.